# Вадарци
Вадарци (словен. Vadarci, мађ. Tiborfa) су насељено место у општини Пуцонци, Помурска регија, Словенија.

## Историја
До територијалне реорганизације у Словенији били су у саставу старе општине Мурска Собота.

## Становништво
У попису становништва из 2011. године, Вадарци су имали 369 становника.
| Број становника према пописима | Број становника према пописима | Број становника према пописима |
| ------------------------------ | ------------------------------ | ------------------------------ |
| 1991                           | 2002                           | 2011                           |
| 435                            | 378                            | 369                            |

## Галерија
- пентекостална црква
- пејзаж